# Michael Harforth
Michael Harforth (* 9. Februar 1959 in Karlsruhe) ist ein ehemaliger deutscher Fußballspieler.
Harforth stürmte schon 1966 als Siebenjähriger für den Karlsruher SC, später wurde er in die Jugendauswahl des DFB berufen. 1977 rückte er in den Profikader des KSC auf und kam am dritten Spieltag gegen den FV Würzburg 04 zu seinem ersten Einsatz in der Zweiten Liga Süd. Der als Riesentalent eingestufte Karlsruher konnte sich in den ersten drei Spielzeiten jedoch nicht in die Stammformation der Karlsruher spielen und kam häufig nur zu Kurzeinsätzen. Nachdem der KSC 1980 den Sprung in die Bundesliga geschafft hatte, wechselte Harforth zum Zweitligisten Freiburger FC, kehrte aber schon nach einem Jahr wieder zurück. Nach einer weiteren mäßig erfolgreichen Saison beim KSC absolvierte er ein einjähriges Gastspiel im Amateurlager beim SV Wiesbaden.
Ab 1983 blieb er für neun Jahre beim Karlsruher SC. Die Formkurve des offensiven Mittelfeldspielers glich sich in den 1970er und 1980er Jahren der „Fahrstuhlmentalität“ des KSC an: Ein ständiges Auf und Ab. Harforth, der in seiner guten Technik und Spielübersicht seine Stärken hatte, im Abschluss jedoch häufig Schwächen zeigte, entwickelte sich ab Mitte der 1980er Jahre unter Trainer Winfried Schäfer zum Spielmacher und Führungsspieler und trug zeitweise auch die Kapitänsbinde. Schäfer beschrieb den Wert von Michael Harforth für die Mannschaft so: „Ohne Michael keine Ideen, ohne Ideen keine Tore.“ Nach dem Aufstieg mit dem Karlsruher SC 1987 schlossen sich fünf Jahre in der Bundesliga an, dann verließ er den Verein.
Er war anschließend bei den Zweitligisten MSV Duisburg (1992/93) und Hannover 96 (1993–1995) aktiv. Nachdem er 1995 seine Karriere beendet hatte, kehrte er 1996 auf den Platz zurück und spielte beim Regionalligisten SG Egelsbach, bei dem er nach der Entlassung von Trainer Herbert Schäty gemeinsam mit Hubertus Baumert den Trainerposten übernahm. Nach dem Abstieg der Egelsbacher spielte er eine letzte Saison beim SV Darmstadt 98 und fungierte dort auch als Co-Trainer. Ab November 1998 trainierte er den damaligen bahrainischen Meister und Pokalsieger West Riffa.
Harforth kam auf 181 Bundesligaspiele (alle für den Karlsruher SC) und erzielte dabei 14 Tore.
Seit 2007 betreibt Harforth mit seiner Partnerin eine Pension in Ellmau. Beim SC Ellmau ist er hin und wieder hobbymäßig auf dem Fußballfeld zu finden.